# Gueblange (Fluss)
Die Gueblange (auch Ruisseau de Videlange genannt, deutsch früher Videlinger Bach) ist ein kleiner Fluss in Frankreich, der im Département Moselle der Region Grand Est westlich der Stadt Sarrebourg verläuft.

## Geographie

### Verlauf
Die Gueblange entspringt im Gemeindegebiet von Maizières-lès-Vic und entwässert generell Richtung Nordwest durch den Regionalen Naturpark Lothringen. Sie durchquert im Oberlauf die Stauseen Étang de Videlange sowie Étang de Gélucourt und mündet nach 16,6 Kilometern im Gemeindegebiet von Blanche-Église als linker Nebenfluss in die Seille. Der Fluss tangiert auf seinem Weg die Landschaft Saulnois (deutsch: Salzgau), in der bereits in merowingischer Zeit Salz in Salinen abgebaut wurde. Bei Guéblange-lès-Dieuze passiert er den Flugplatz Aerodrome de Dieuze–Guéblange.

### Zuflüsse
(Reihenfolge in Fließrichtung)
- Ruisseau de la Gamirotte (links) 1,67 km
- Ruisseau du Neuf Étang (links) 2,79 km
- Ruisseau de l’Étang des Moines (links) 2,82 km
- Ruisseau de l’Étang de Chatelains (links) 0,43 km
- Ruisseau de l’Étang d’Axin (links) 0,27 km
- Ruisseau de l’Étang de Gelucourt (rechts) 0,4 km
- Ruisseau du Grand Breuil (links) 3,13 km

### Orte am Fluss
(Reihenfolge in Fließrichtung)
- Maizières-lès-Vic (Machern bei Wich)
- Gelucourt (Gisselfingen)
- Bourdonnay (Bortenach)
- Guéblange-lès-Dieuze (Güblingen)
- Blanche-Église (Weißkirchen)